# Смотровая башня Елизаветы
Смотровая башня Елизаветы построена на куполообразной вершине горы Яноша, являющейся самой высокой точкой Будапешта, на высоте 527 метров над уровнем моря.
Смотровая площадка, открывающая красивый вид на венгерскую столицу и окрестности, была популярна с давних времён. В 1882 году сюда поднималась императрица Сисси. В 1902 году на конгрессе отельеров предприниматель и антиквар Фредерик Глюк предложил превратить смотровую площадку, на которой в это время был только невысокий деревянный помост, в полноценную достопримечательность, способную привлекать множество туристов. К 1907 году были собраны необходимые средства, проектирование смотровой башни было предложено мастеру венгерского историзма Фридьешу Шулеку, уже реконструировавшему церковь Матьяша и построившему знаменитый Рыбацкий бастион.
Весной 1908 началось строительство. Башня стала первой в Венгрии конструкцией из железобетона. Известняковые камни, использованные для отделки, поднимались на гору по специально построенной канатной дороге. Для доставки воды организовали временный водопровод. 8 сентября 1910 года смотровая башня была открыта и наречена в честь королевы Елизаветы Баварской. На момент строительства эта башня стала одной из самых больших в Европе.
Ступенчатая четырёхъярусная башня, построенная в неороманском стиле, имеет в плане круглую форму. Высота её 23,5 метра, на обзорную площадку верхнего яруса ведёт сто одна ступень винтовой лестницы. В фойе башни по инициативе и на средства Фредерика Глюка установлена мраморная скульптура королевы Елизаветы. На стенах — мозаичные панно по эскизам Виктора Тардоша-Креннера со сценами из её жизни. При ясной погоде с вершины башни открывается вид на 75—80 километров, в редкие дни можно увидеть даже заснеженные вершины Высоких Татр.
В годы социализма верхнюю площадку башни венчала огромная красная звезда, видная издалека. В начале XXI века обветшавшая было башня подверглась реставрации.
Смотровая башня открыта для посещения ежедневно с 8 до 20 часов. Вход свободный.